# Isabel García Lorca (actrice)
Pour les articles homonymes, voir García Lorca (homonymie).
Cet article concerne l'actrice. Pour l'écrivaine, voir Isabel García Lorca (écrivaine).
Isabel García Lorca née en 1967 à Montréal sous le nom de Isabel Brousseau, est une actrice de cinéma et de théâtre canadienne.

## Biographie
Née à Québec, elle débute néanmoins sa carrière à Paris. Désirant prendre un nom d'artiste, elle choisit celui de son poète préféré Federico García Lorca.[réf. nécessaire]

## Filmographie
- 1978 : Los ojos vendados
- 1978 : Flammes de Adolfo Arrieta - Claire, la préceptrice
- 1978 : Los restos del naufragio
- 1981 : Trágala, perro
- 1983 : As the World Turns
- 1983 : Power Game
- 1985 : Desperately Seeking Susan
- 1985 : Le Matou de Jean Beaudin (TV) - Rosine
- 1985 : Les Loups entre eux de José Giovanni - Jennifer
- 1986 : Lightning, the White Stallion
- 1987 : Angoisse
- 1987 : The Pick-up Artist
- 1988 : La vie en plus
- 1988 : Cheeeese
- 1989 : Columbo (Portrait d'un assassin, Columbo saison 9) -  Julie, le dernier modèle du peintre.
- 1995 : Meurtre en suspens
- 2009 : Yo, también
- 2011 : Crematorio
- 2011 : Homicidios
- 2011 : Cuéntame
- 2016 : The Man Who Was Thursday
- 2016 : Ignace de Loyola de Paolo Dy : Doña Inès
- 2017 : Selfie